# Sagesse Babélé
Sagesse Babélé (ur. 13 lutego 1993 w Brazzaville) – kongijski piłkarz grający na pozycji środkowego pomocnika. Od 2019 jest zawodnikiem klubu Patronage Sainte-Anne.

## Kariera klubowa
Swoją karierę piłkarską Babélé rozpoczął w klubie Étoile du Congo. W jego barwach zadebiutował w 2009 roku w kongijskiej lidze. W 2010 roku odszedł do CSMD Diables Noirs, z którym w 2011 roku zdobył mistrzostwo Monga. W 2013 roku przeszedł do AC Léopards. W tym samym roku wywalczył z nim mistrzostwo kraju oraz zdobył Puchar Konga. W 2016 roku wrócił do CSMD Diables Noirs, w którym grał do 2017. Następnie był graczem tunezyjskiego US Monastir. W sezonie 2018/2019 grał w saudyjskim Al-Khaleej. W 2019 przeszedł do Patronage Sainte-Anne.

## Kariera reprezentacyjna
W reprezentacji Konga Babélé zadebiutował 17 maja 2014 w przegranym 0:1 meczu kwalifikacji do Pucharu Narodów Afryki 2015 z Namibią. W 2015 roku został powołany do kadry na Puchar Narodów Afryki 2015. Rozegrał na nim cztery mecze: z Gwineą Równikową (1:1), z Gabonem (1:0), Burkina Faso (2:1) i ćwierćfinał z Demokratyczną Republiką Konga (2:4).